# Казакова, Весела
Весела Казакова (болг. Весела Казакова; род. 4 июля 1977, София, НРБ) — болгарская актриса

.

## Биография
Родилась 4 июля 1977 года в Софии. Приобретает популярность в фильмах «Малыш с Марса» и «Украденные глаза».
С 2002 года актриса прочно присутствует в новое болгарское кино. Участие в фильмах приносит ей международные награды с фестивалей в Сараево и София Фильм Фест.